# Nadia Van Dyne
Nadia van Dyne es una superheroína ficticia que aparece en los cómics estadounidenses publicados por Marvel Comics. Creado por Mark Waid y Alan Davis, el personaje apareció por primera vez en Free Comic Book Day 2016 Civil War II (julio de 2016).

## Historial de publicaciones
Nadia van Dyne es la versión de Marvel Comics de Hope van Dyne vista en Marvel Cinematic Universe y brevemente tuvo su propio cómic, The Unstoppable Wasp, pero fue cancelado después de ocho números por bajas ventas. Una segunda serie con el mismo título debutó en octubre de 2018. Esta segunda serie fue, a su vez, cancelada después de diez números. También tuvo una serie limitada de 5 números con Ant-Man en 2018.

## Biografía ficticia
Nadia es hija de Hank Pym y su primera esposa, María Trovaya, quien fue secuestrada y supuestamente asesinada por agentes extranjeros. Nadia se crio en la Habitación Roja hasta que obtuvo una muestra de partículas Pym y escapó. Inicialmente con la intención de conocer a su padre, Nadia se entera de que él está más o menos muerto, y en su lugar usa partes de su disfraz y otros materiales para crear un traje de Avispa, con la esperanza de obtener la admiración de los aliados de su padre. Más tarde conoce a Janet van Dyne, y se llevan bastante bien, y Janet siente que tiene el potencial de convertirse en una verdadera heroína.
Nadia pronto se une a los Vengadores y obtiene la ciudadanía estadounidense. Al darse cuenta de que el índice de S.H.I.E.L.D. de las personas más inteligentes del mundo no incluye a ninguna mujer por encima del lugar 27, comienza el programa G.I.R.L. (Laboratorios de investigación de genio en acción) para buscar mujeres con intelectos geniales. Al elegir un nombre legal, Nadia toma el apellido 'van Dyne', ya que no sabe mucho sobre sus padres biológicos y Janet ha creído en ella y la ha apoyado.
En un momento, ella ayuda a Scott Lang, que se encuentra en el espacio exterior en ese momento, en un intento de regresar a la Tierra, lo que resulta en una secuencia de extrañas aventuras en el microverso. Sin embargo, en el proceso, los dos se enredaron cuánticamente entre sí.
En el número 4 de la segunda serie, se revela que Nadia tiene trastorno bipolar, al igual que su padre.

## Poderes y habilidades
Nadia usa partículas Pym para alterar su tamaño a voluntad. Tiene la capacidad de encogerse hasta un tamaño subatómico y usa alas de avispa para volar a un tamaño diminuto. También posee partículas Pym en sus guanteletes que le permiten cambiar el tamaño de personas y objetos. Nadia también puede crecer en tamaño al igual que su padre y su madre adoptiva, sin embargo, aún se sabe cuál es el límite de esta capacidad.
Nadia es una experta en artes marciales como resultado de su entrenamiento en la Sala Roja, particularmente en Krav magá.

## Ediciones recopiladas
| Título                                                      | Material recolectado                                              | Fecha de publicación     | ISBN           |
| ----------------------------------------------------------- | ----------------------------------------------------------------- | ------------------------ | -------------- |
| The Unstoppable Wasp Vol. 1: Unstoppable!                   | The Unstoppable Wasp #1–4 and All-New, All-Different Avengers #14 | 12 de septiembre de 2017 | 978-1302906467 |
| The Unstoppable Wasp Vol. 2: Agents of G.I.R.L.             | The Unstoppable Wasp #5-8 and Tales to Astonish #44               | 13 de marzo de 2018      | 978-1302906474 |
| The Unstoppable Wasp: G.I.R.L. Power                        | The Unstoppable Wasp #1-8                                         | 2 de abril de 2019       | 978-1302916565 |
| The Unstoppable Wasp: Unlimited Vol. 1: Fix Everything      | The Unstoppable Wasp (vol. 2) #1-5                                | 7 de mayo de 2019        | 978-1302914264 |
| The Unstoppable Wasp: Unlimited Vol. 2: G.I.R.L. VS. A.I.M. | The Unstoppable Wasp (vol. 2) #6-10                               | 11 de septiembre de 2019 | 978-1302914271 |

## En otros medios

### Videojuegos
- La iteración de Nadia van Dyne / Avispa del personaje es un personaje jugable en Marvel Future Fight.